# Liste jüdischer Friedhöfe in Litauen
Die Liste der jüdischen Friedhöfe in Litauen gibt einen Überblick zu jüdischen Friedhöfen (Žydų kapinės) in Litauen. Die Liste erhebt keinen Anspruch auf Vollständigkeit. Die Sortierung erfolgt alphabetisch nach den litauischen Ortsnamen.

## Liste der Friedhöfe
| Bezeichnung | Bild           | Ort                                                            | Weitere Informationen |
| --- | -------------- | -------------------------------------------------------------- | --------------------- |
| Jüdischer Friedhof Aleksotas | weitere Bilder | Aleksotas, Stadtteil von Kaunas 54° 53′ 9″ N, 23° 54′ 27″ O    | siehe                 |
| Jüdischer Friedhof Antšunijai |                | Antšunijai 55° 20′ 0″ N, 22° 24′ 0″ O                          |                       |
| Jüdischer Friedhof Aukštadvaris | weitere Bilder | Aukštadvaris 54° 34′ 7″ N, 24° 31′ 47″ O                       | siehe                 |
| Jüdischer Friedhof (Biržai) | weitere Bilder | Biržai 56° 12′ 37″ N, 24° 45′ 49″ O                            | siehe                 |
| Jüdischer Friedhof (Darbėnai) | weitere Bilder | Darbėnai 56° 1′ 18″ N, 21° 16′ 19″ O                           | siehe                 |
| Jüdischer Friedhof (Druskininkai) | weitere Bilder | Druskininkai 54° 0′ 30″ N, 23° 58′ 21″ O                       | siehe                 |
| Jüdischer Friedhof (Gargždai) | weitere Bilder | Gargždai 55° 42′ 25″ N, 21° 24′ 8″ O                           | siehe                 |
| Jüdischer Friedhof Jonava | weitere Bilder | Jonava 55° 4′ 34″ N, 24° 16′ 16″ O                             | siehe                 |
| Jüdischer Friedhof (Kapčiamiestis) | weitere Bilder | Kapčiamiestis 54° 0′ 33″ N, 23° 39′ 10″ O                      | siehe                 |
| Jüdische Friedhöfe in Kaunas: Jüdischer Friedhof Aleksotas Jüdischer Friedhof Panemunė Jüdischer Friedhof Petrašiūnai Jüdischer Friedhof Vilijampolė Jüdischer Friedhof Žaliakalnis |                | Kaunas                                                         | siehe                 |
| Jüdischer Friedhof (Kėdainiai) | weitere Bilder | Kėdainiai 55° 17′ 35″ N, 23° 57′ 41″ O                         | siehe                 |
| Jüdischer Friedhof (Kelmė) |                | Kelmė                                                          | siehe                 |
| Jüdischer Friedhof (Kretinga) | weitere Bilder | Kretinga 55° 53′ 1″ N, 21° 14′ 14″ O                           | siehe                 |
| Jüdischer Friedhof (Palanga) | weitere Bilder | Palanga 55° 54′ 2″ N, 21° 3′ 14″ O                             | siehe                 |
| Jüdischer Friedhof Panemunė | weitere Bilder | Panemunė, Stadtteil von Kaunas 54° 51′ 30″ N, 23° 56′ 57″ O    | siehe                 |
| Jüdischer Friedhof Petrašiūnai | weitere Bilder | Petrašiūnai, Stadtteil von Kaunas 54° 53′ 13″ N, 23° 59′ 50″ O | siehe                 |
| Jüdischer Friedhof Pilviškiai |                | Pilviškiai                                                     |                       |
| Jüdischer Friedhof (Ratnyčia) | weitere Bilder | Ratnyčia 54° 0′ 5″ N, 24° 0′ 51″ O                             | siehe                 |
| Jüdischer Friedhof (Salantai) | weitere Bilder | Salantai 56° 2′ 43″ N, 21° 33′ 37″ O                           | siehe                 |
| Jüdischer Friedhof Senasis Daugėliškis |                | Senasis Daugėliškis                                            |                       |
| Jüdischer Friedhof (Šiauliai) | weitere Bilder | Šiauliai 55° 55′ 16″ N, 23° 19′ 41″ O                          | siehe                 |
| Jüdischer Friedhof (Telšiai) | weitere Bilder | Telšiai 55° 59′ 21″ N, 22° 14′ 58″ O                           | siehe                 |
| Jüdischer Friedhof (Vandžiogala) | weitere Bilder | Vandžiogala 55° 7′ 9″ N, 23° 58′ 35″ O                         | siehe                 |
| Jüdischer Friedhof (Varniai) | weitere Bilder | Varniai 55° 44′ 41″ N, 22° 22′ 50″ O                           | siehe                 |
| Jüdischer Friedhof (Veisiejai) | weitere Bilder | Veisiejai 54° 5′ 57″ N, 23° 41′ 58″ O                          | siehe                 |
| Jüdischer Friedhof Vilijampolė | weitere Bilder | Vilijampolė, Stadtteil von Kaunas 54° 54′ 39″ N, 23° 52′ 19″ O | siehe                 |
| Jüdische Friedhöfe (Vilnius) |                | Vilnius                                                        |                       |
| Jüdischer Friedhof Visbutai |                | Visbutai                                                       |                       |
| Jüdischer Friedhof Žaliakalnis | weitere Bilder | Žaliakalnis, Stadtteil von Kaunas 54° 54′ 28″ N, 23° 56′ 43″ O | siehe                 |